# Arnoldo de Vasconia
Arnoldo o Arnold (también Arnaut o Arnaud, muerto en 864) fue conde de Fézensac y brevemente duque de Vasconia en 864. Era hijo de Emenon, conde de Périgord, y Sancha, hija de Sancho Sánchez de Vasconia. Reclamó Gascuña a la muerte de su tío Sancho.
En 863, Carlos el Calvo le nombró conde de Angulema y Burdeos. Al año siguiente alcanzó el título de duque defendiendo la frontera gascona, pero murió luchando contra los nórdicos al cabo de unos meses, cuando había decidido retirarse al monasterio de Solignac.
Fue sucedido en el ducado por su primo Sancho III, hijo de Sancho II Sánchez.